# Долган, Александр
Александр Долган, в лагерях Александр Михайлович Довгун-Должин (29 сентября 1926 — 28 августа 1986) — американский гражданин, узник ГУЛАГа, мемуарист.

## Биография

### До ареста
Александр Долган родился 29 сентября 1926 года в Бронксе, Нью-Йорк, его отцом был Майкл Долган, иммигрант из Польши, а матерью — Энни Долган. В 1933 году Майкл Долган отправился в краткосрочную командировку в Советский Союз для работы инженером на Московском автомобильном заводе. После года работы в Москве Майкл продлил контракт ещё на один год при условии, что Советский Союз оплатит приезд его семьи. Однако, когда второй год контракта Майкла закончился, он не смог покинуть СССР из-за бюрократических препон, установленных советскими чиновниками, в результате этого он и его семья оказались в ловушке. Александр Долган и его старшая сестра, Стелла, выросли в Москве в годы Большого террора в конце 1930-х и во время Второй мировой войны. В 1943 году 16-летний Александр устроился на работу в посольстве США в Москве.

### Арест
В декабре 1948 года гражданин США Долган работал младшим делопроизводителем (a file clerk) в Американском посольстве в Москве. Во время обеденного перерыва он был внезапно арестован советской службой государственной безопасности, МГБ. Он оказался в заключении в печально известной Лубянской, а затем в Лефортовской тюрьме. Против него были выдвинуты ложные обвинения в шпионаже против Советского Союза. В этих тюрьмах он провёл год лишенный полноценного сна и пищи, и пережил жестокие психологические и физические пытки, целью которых было побудить его «исповедоваться» следователю, полковнику Сидорову, в несуществующих грехах. После того, как Долган успешно преодолел это испытание, его перевели в Сухановку, в тюрьму, находившуюся в здании бывшего монастыря. Там он пережил несколько месяцев интенсивных пыток и оказался одним из очень немногих, кто пережил пребывание в этой тюрьме и не сошёл с ума. Он использовал специальные практики для поддержания своей психики, такие как измерения размеров своей камеры различных способами, а также расстояний, пройденных им в камере за определённый срок. По его оценкам за время, проведенное в Сухановке, он прошёл по камере расстояние, достаточное, чтобы пройти из Москвы через всю Европу и достигнуть середины Атлантического океана. Пребывание в Сухановке привело его на грань смерти, и после чего его перевели в больницу при Бутырской тюрьме. Его местонахождение было известно Трумэну, Эйзенхауэру и правительству США, но никто из них ничего не сделал для его спасения из-за страха, что советские власти могут нанести ещё больший ущерб Долгану из-за неустойчивости и хрупкости американо-советских отношений.
Долган был приговорён к двадцати пяти годам лишения свободы. Он попал в Джезказган, в Казахстане, где работал в течение нескольких месяцев, пока его снова не вызвали в Москву. Его вызов был инициирован известным полковником Михаилом Рюминым, человеком № 2 после Виктора Абакумова в системе государственной безопасности Советского Союза и «главным конструктором» «Дела врачей». Рюмин намеревался использовать Долгана в качестве марионетки в показательном процессе. Долган вновь был отправлен в Сухановку, где Рюмин лично пытал и избивал его, стараясь заставить его признаться в участии в нескольких антисоветских заговорах. В течение нескольких месяцев Долган прошёл через страшные пытки, но так и не поддался до тех пор, пока не умер Сталин и не был арестован Рюмин. Эти два события вызвали потерю интереса к показательному процессу, и Долган был отправлен обратно в Джезказган, где он находился в заключении до 1956 года. Долган был не в Кенгирском лаготделении, но в другом лагере Степлага неподалеку. Однако в своих мемуарах он описал Кенгирское восстание по рассказам очевидцев.

### После заключения
После освобождения из заключения Долган вернулся в Москву. Условием его освобождения был запрет на контакты с американскими властями. Долган обнаружил, что и его мать, и отец были арестованы и подвергались пыткам, чтобы добиться от них обвинений в его адрес, в результате чего его мать сошла с ума. Он устроился в бюро по переводу нескольких медицинских журналов на английский язык для Министерства здравоохранения СССР и подружился с несколькими известными узниками ГУЛАГа, в том числе Георгием Тэнно, и Александром Солженицыным. Солженицын включил некоторые эпизоды из истории Долгана в свою книгу «Архипелаг ГУЛАГ».
В 1965 году Долган женился на Ирине (урожденной Перштейн), в 1966 у них родился сын Андрей. Мать Долгана умерла в 1967 году, а его отец — в 1968 году. В 1971 году благодаря усилиям его сестры, Стеллы Крымм (Krymm), сумевшей выбраться из СССР в 1946 году, и посла в Австрии Джона П. Хьюмса (John Portner Humes, 1921—1985) Долгану удалось получить выездную визу, и он вернулся в США и поселился в Роквилле, штат Мэриленд. Долган устроился на работу в Советско-американском медицинском секторе Международного центра Фогерти в Национальном институте здравоохранения. В 1975 году он опубликовал (в соавторстве с Патриком Уотсоном) бестселлер «История Александра Долгана: Американец в ГУЛАГе» (Alexander Dolgun’s Story: An American in the Gulag), в этой книге он детально рассказал о своем опыте в советских лагерях.
Здоровье Долгана был серьёзно подорвано пережитыми им пытками и избиениями, его мучили многочисленные болезни. В 1972 году он получил от посольства США компенсацию за не полученную заработную плату за период службы с 1949 по 1956 год в размере $ 22 000. Он жаловался, что ему заплатили «на орехи», и он должен был получить хотя бы проценты от невыплаченной зарплаты.
Долган умер 28 августа 1986 года в возрасте 59 лет в Потомаке (штат Мэриленд) от почечной недостаточности. Он оставил после себя жену и сына.